# 岩手県道139号陸中中野停車場線
岩手県道139号陸中中野停車場線（いわてけんどう139ごう りくちゅうなかのていしゃじょうせん）は、岩手県九戸郡洋野町を通る一般県道である。

## 概要
JR八戸線 陸中中野駅から国道45号までの路線である。

### 路線データ
- 起点：陸中中野停車場（陸中中野駅）
- 終点：九戸郡洋野町中野字北村（国道45号交点）

## 地理

### 通過する自治体
- 九戸郡洋野町

### 交差する道路
- 国道45号

### 沿線の施設など
- JR陸中中野駅